# Sarcinodes lilacina
Sarcinodes lilacina är en fjärilsart som beskrevs av Moore 1888. Sarcinodes lilacina ingår i släktet Sarcinodes och familjen mätare. Inga underarter finns listade.